# Акорд (квартет)
Акорд — чоловічий вокальний квартет. Створений 1998 на музично-педагогічному факультеті ТДПУ (нині ТНПУ).

## Про колектив
Виступав у Франції, Німеччині, Польщі та інших країнах. Підготував сольні програми «Допоки музика звучить…» та «Ой радуйся, земле», що записані на аудіокасети.
«Акорд» — учасник мистецьких подій у Тернопільській області, програм місцевих радіо і телебачення.
Від 2003 «Акорд» працює в Тернопільській обласній філармонії. Художній керівник — Євген Гунько.

## Учасники
- Володимир Футорський (тенор 1)
- Володимир Гапій (тенор 2)
- Ярослав Якимчук (баритон)
- Іван Петручик (бас)

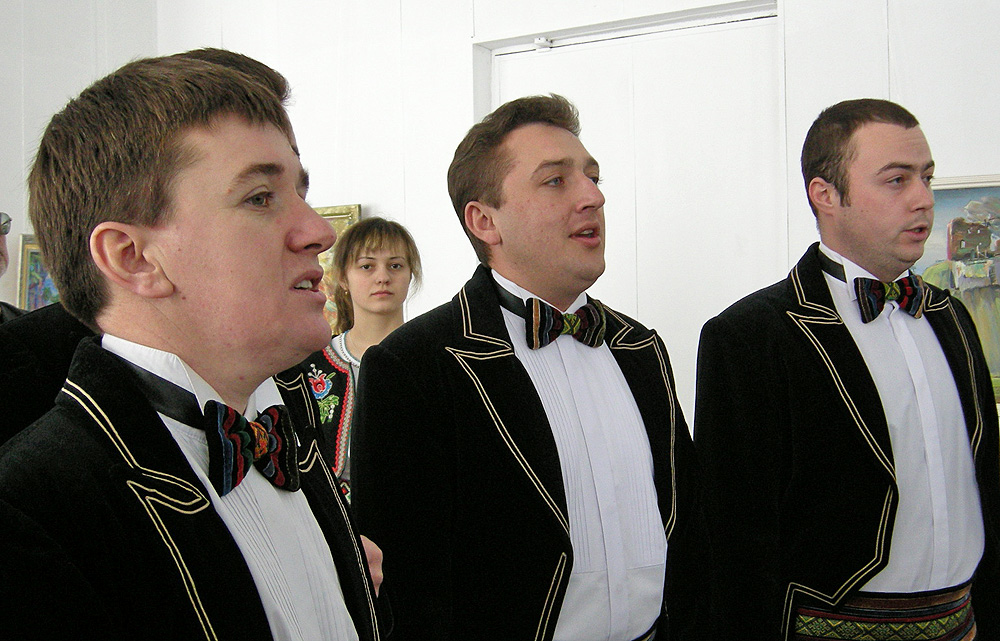
Під час вручення премії імені Братів Лепких у залі Арт-галереї (м. Тернопіль, 22.01.2010)

Деякий час із квартетом виступала також Уляна Пюрко.

### Колишні
- Я. Пиріг (баритон)
- В. Забчук (бас)
- Юрій Коханський (бас)
- Андрій Затонський (бас)
- Антон Драгомирецький (бас)

## Доробок
У творчому доробку «Акорду» — понад 60 творів різних стильових напрямків: народні пісні, твори сучасних композиторів, пісні народів світу, духовні переспіви, колядки та щедрівки.

### Пісні
- «Чуєш, брате мій» (стрілецька пісня на слова Б. Лепкого і музику Л. Лепкого)
- «Щедрий вечір» (колядка)
- «Стою я в лісі самотою»
- «Ой ти ніченько»
- «Гей степами»
- «Алілуя»
- «Світку мій високий»